# Episodi di Walker (quarta stagione)
La quarta ed ultima stagione della serie televisiva Walker è stata trasmessa in prima visione sul canale statunitense The CW, dal 3 aprile al 26 giugno 2024.
In Italia, la stagione è inedita.
| nº | Titolo originale                     | Titolo Italiano | Prima TV USA   | Prima TV Italia |
| -- | ------------------------------------ | --------------- | -------------- | --------------- |
| 1  | The Quiet                            |                 | 3 aprile 2024  |                 |
| 2  | Maybe it's Maybelline                |                 | 10 aprile 2024 |                 |
| 3  | Lessons From the Gift Shop           |                 | 17 aprile 2024 |                 |
| 4  | Insane B.S. and Bloodshed            |                 | 24 aprile 2024 |                 |
| 5  | We've Been Here Before               |                 | 1º maggio 2024 |                 |
| 6  | We All Fall Down                     |                 | 8 maggio 2024  |                 |
| 7  | Hold Me Now                          |                 | 15 maggio 2024 |                 |
| 8  | Witt's End                           |                 | 22 maggio 2024 |                 |
| 9  | A History of Horrors and Other Tales |                 | 29 maggio 2024 |                 |
| 10 | End This Way                         |                 | 5 giugno 2024  |                 |
| 11 | Let's Go, Lets Go                    |                 | 12 giugno 2024 |                 |
| 12 | Letting Go                           |                 | 19 giugno 2024 |                 |
| 13 | See You Sometime                     |                 | 26 giugno 2024 |                 |